# Либертарианские взгляды на интеллектуальную собственность
Либертарианцы имеют разные мнения о правомерности интеллектуальной собственности.

## Политические партии
Либертарианская партия Канады придерживается «умеренного подхода к патентам и авторским правам», призывая к «тщательному рассмотрению существующего и предлагаемого законодательства».
Либертарианская партия России в своей платформе заявляет, что «интеллектуальная собственность» представляет собой привилегии, предоставляемые государством, которое соответственно обеспечивает соблюдение «прав интеллектуальной собственности» насилием. Исходя из этого ЛПР пишет в своей программе о намерении отменить раздел Гражданского кодекса, а также статьи КоАП и УК РФ, предусматривающие санкции за нарушение «права интеллектуальной собственности».

## Взгляды правых либертарианцев
Анархо-капиталисты выступают против существования даже минимального государства. Эта идеологическая основа требует, чтобы любые функции, выполняемые при принятии и применении законодательства об интеллектуальной собственности, обеспечивались институтами частного сектора.
Мюррей Ротбард выступает за то, чтобы разрешить вытекающие из договора бесконечные сроки действия авторского права и против необходимости какой-либо роли государства в защите интеллектуальной собственности. Ротбард утверждает, что участие правительства в определении произвольных ограничений на продолжительность, объём и т. д. интеллектуальной собственности в целях «содействия прогрессу науки и полезных искусств» по своей сути проблематично, говоря следующее: «По какому стандарту вы определяете, что расходы на исследования „слишком много“, „слишком мало“ или почти достаточно?». Таким образом, он утверждает, что законы об интеллектуальной собственности могут фактически препятствовать инновациям, поскольку конкуренты могут быть на неопределенное время лишены стимула к дальнейшим расходам на исследования в области, охватываемой патентом, поскольку суды могут рассматривать их усовершенствования как нарушение предыдущего патента, а обладатель патента лишен стимула к дальнейшим исследованиям в этой области, поскольку привилегия не позволяет ему совершенствовать свое изобретение в течение всего срока действия патента с гарантией того, что ни один конкурент не сможет вторгнуться в его владения.
Моррис и Линда Таннехилл предлагают, чтобы идеи в форме изобретений регистрировались в частном «банке данных». Затем изобретатель может купить страховку от кражи и несанкционированного коммерческого использования изобретения, и страховая компания гарантирует не только возмещение убытков, понесенных изобретателем в результате такого нарушения, но и прекращение такого несанкционированного использования.
К противникам прав интеллектуальной собственности относятся Венди Макэлрой, Том Г. Палмер, Анри Лепаж, Будевин Букарт, Джеффри Такер и Стефан Кинселла. Кинселла в книге «Против интеллектуальной собственности» указывает, что патенты могут быть неэффективными, поскольку они отвлекают ресурсы от исследований и разработок на подачу патентов и судебных исков. Он замечает, что теоретические исследования не могут быть запатентованы так же легко, как практические, и поэтому теоретические исследования относительно мало финансируются. Более того, он утверждает, что права собственности могут применяться только к дефицитным ресурсам, к которым интеллектуальная собственность не относится. Кинселла также утверждает, что единственный способ реализации прав интеллектуальной собственности — это ограничение прав физической собственности других людей.
Дэвид Д. Фридман занимает нейтральную позицию в отношении интеллектуальной собственности, утверждая, что «есть хорошие аргументы с обеих сторон этого вопроса».

### Взгляды Айн Рэнд
Айн Рэнд, основательница объективизма, поддерживала авторские права и патенты, отмечая в книге «Капитализм: Неизвестный идеал»:
Патенты и авторские права являются юридическим воплощением основы всех прав собственности: права человека на продукт своего разума. Каждый вид производительного труда включает в себя комбинацию умственных и физических усилий: мысли и физического действия для воплощения этой мысли в материальную форму. Соотношение этих двух элементов в разных видах труда различно. На самом низком уровне умственные усилия, необходимые для выполнения неквалифицированного ручного труда, минимальны. С другой стороны, патентные и авторские законы признают первостепенную роль умственных усилий в производстве материальных ценностей; эти законы защищают вклад разума в чистом виде - возникновение идеи. Предметом патентов и авторских прав является интеллектуальная собственность. ... Таким образом, закон устанавливает право собственности разума на то, что он создал.
Рэнд считала, что патент должен выдаваться только на ограниченный срок:
Если бы он был бессрочным, это привело бы к противоположному принципу, на котором он основан: он привел бы не к заслуженному вознаграждению за достижения, а к незаслуженной поддержке паразитизма. Это стало бы кумулятивным залогом на продукцию нерожденных поколений, что в конечном итоге парализовало бы их. Подумайте, что бы произошло, если бы при производстве автомобиля нам пришлось выплачивать роялти потомкам всех изобретателей, начиная с изобретателя колеса и далее. Помимо невозможности вести такой учёт, подумайте о случайном статусе таких потомков и нереальности их незаслуженных претензий.

## Взгляды левых либертарианцев
Родерик Т. Лонг утверждает, что концепция интеллектуальной собственности не является либертарианской. Он считает, что запрет на использование, воспроизведение и торговлю материалами, защищенными авторским правом, является посягательством на свободу слова и свободу массовой информации, и что, поскольку информация существует в умах людей и в собственности других людей, нельзя владеть информацией, не владея другими людьми. Утверждая, что авторы и издатели будут продолжать производить без защиты авторских прав, он ссылается на тот факт, что сотни тысяч статей загружаются в Интернет их авторами каждый день и доступны любому человеку в мире бесплатно, и что почти все произведения, написанные до 20-го века, являются общественным достоянием, однако произведения, написанные до 1900 года, по-прежнему публикуются и продаются.
Бенджамин Такер, выступая против интеллектуальной собственности, пишет, что «патентная монополия заключается в защите изобретателей от конкуренции на срок, достаточный для вымогательства у народа вознаграждения, чрезвычайно превышающего трудовую меру их услуг, — иными словами, в предоставлении определённым людям права собственности на срок в несколько лет на законы и факты природы и права взимать дань с других за использование этого природного богатства, которое должно быть открыто для всех».

## Другие либертарианские и анархистские взгляды
Анархисты, такие как Лисандр Спунер и Дж. Нил Шульман, также выступали за формы интеллектуальной собственности.